# District de Nipissing
Pour les articles homonymes, voir Nipissing.
Le district de Nipissing est une division administrative située dans le Nord-Est de l'Ontario, à la limite du Québec. La capitale est North Bay, et le district couvre une superficie de 17 065 km2. Il est créé en 1858.
Lors du recensement de 2016, la population s'élevait à 83 150 habitants parmi laquelle 63 175 anglophones, soit 76 % de la population et 18 425 francophones, soit 22,7 % de Franco-Ontariens.

## Municipalités

### Villes
- North Bay
- Mattawa
- Temagami
- Nipissing Ouest

### Cantons
- Bonfield
- Calvin
- Chisholm
- East Ferris
- Mattawan
- Papineau-Cameron
- South Algonquin

### Réserves indiennes
- Bear Island 1
- Nipissing 10

## Territoires non organisés
- Territoire non organisé du Nord de Nipissing
- Territoire non organisé du Sud de Nipissing

## Démographie

### Évolution démographique aux abords du lac Nipissing (1891-1941)
Le tableau suivant présente l'évolution démographique de quelques villages et cantons situés aux abords du lac Nipissing entre 1891 et 1941. Certains de ces villages sont cependant situés au sein du territoire du district de Sudbury.
| Municipalité         | 1891  | 1901  | 1911  | 1921   | 1931   | 1941   |
| (CJA) St-Charles     | 155   | 282   | 730   | 819    | 880    | 894    |
| (CMM) Noëlville      | -     | 118   | 1 091 | 1 342  | 1 447  | 1 651  |
| (RD) Warren          | -     | 774   | 1 199 | 1 119  | 1 228  | 1 355  |
| (C) Verner           | -     | 868   | 1 445 | 1 544  | 1 509  | 1 464  |
| Cache-Bay            | -     | -     | 889   | 925    | 1 151  | 1 004  |
| Sturgeon Falls       | -     | 1 418 | 2 199 | 4 125  | 4 234  | 4 576  |
| North Bay            | 1 848 | 2 530 | 7 737 | 10 692 | 15 528 | 15 599 |
| Bonfield             | -     | 403   | 484   | 421    | 493    | 497    |
| Mattawa              | 1 438 | 1 400 | 1 524 | 1 462  | 1 631  | 1 971  |
| Réserves autochtones | -     | -     | 400   | 341    | 312    | 414    |